# Gwen Summers

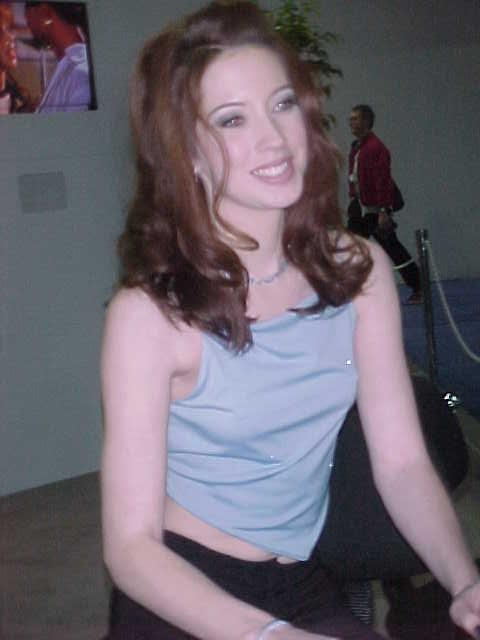
Gwen Summers, 2000

Gwen Summers (* 13. Juni 1978 als Jennifer Belcher in Littlerock, Kalifornien) ist eine US-amerikanische Pornodarstellerin.

## Leben
Gwen Summers begann ihre Karriere im Jahr 1998. Seitdem hat sie laut IAFD in über 220 Filmen mitgespielt. Sie hatte einen Exklusivvertrag bei Metro-Studios und hat während ihrer Karriere unter anderen für Jill Kelly Productions, Vivid, Elegant Angel und Legend Video gearbeitet.
Im Jahr 2000 konnte sie den XRCO Award in der Kategorie „Best Male-Female Couple“ gewinnen. Des Weiteren wurde sie 2010 für den AVN Award in der Kategorie „Best All-Girl Group Sex Scene“ nominiert.

## Filmografie (Auswahl)
- 1998: Rage
- 1999: Nothing to Hide 3 & 4
- 1999–2000: No Man’s Land 28, 30
- 2001: The 4 Finger Club 10
- 2001: Secret Party (als ‚Cecily‘)
- 2002: Double Vision
- 2004: Little Chicks, Big Dicks
- 2007: Violation of Trina Michaels
- 2008: Lesbian Bukkake 13

## Auszeichnungen
- 1999: XRCO Award – Best Male-Female Couple (zusammen mit Julian Andretti) – Nothing to Hide 3 & 4 [1]
- 2010: AVN Award Nominierung: Best All-Girl Group Sex Scene – The Violation of Harmony